# لودمیلا ساویلیوا
لودمیلا ساویلیوا (انگلیسی: Ludmila Savelyeva؛ زادهٔ ۲۴ ژانویهٔ ۱۹۴۲) هنرپیشه و بالرین اهل روسیه است. از فیلم‌هایی که وی در آن نقش داشته است، می‌توان به جنگ و صلح، گل آفتابگردان و کبوتر وحشی اشاره کرد.